# Тіссаферн
Тіссаферн або Чітрафарна (*Čiθrafarnah, 445 до н. е. — 395 до н. е.) — перський сатрап Лідії, Лікії, Карії часів Ахеменідської держави.

## Життєпис
Походив з знатного перського роду Гидарнідів. Син Гидарна (Відарни) III, сатрапа Вірменії. Про молоді роки відсутні відомості. Ктесій зазначає, що ключовим моментом в кар'єрі була участь в розгромі заколоту Піссуфна, що відбувся у 423—420 роках до н. е., проти нового царя Дарія II. Тіссаферн діяв разом з іншими перськими військовиками Спіфрадатом і Пармісом. За вагому роль у придушенні заколоту Тіссаферн дістав посаду сатрапа Лідії.
У 413 році до н. е. за наказом царя придушив повстання Аморга в Карії, після чого став сатрапом цієї провінції, а також провінції Лікія, де здолав місцевого бунтівного династа. В цей період отримав численні маєтності в своїх сатрапіях. Того ж року розпочав переговори зі Спартою щодо укладання союзу проти Афінського морського союзу, які завершились у 412 році до н. е. Того ж року призначено військовим очільником (на зразок карана) Малої Азії (до річки Галіс).
У 411 році до н. е. Тіссаферн приязно прийняв афінського втікача Алківіада, який намагався переконати перського сатрапа у необхідності підтримки балансу між Спартою і Афінами. Після цього Афіни від Тіссаферна отримали деяку допомогу, а Спарті її було скорочено.
У 409 році до н. е. у битві при Ефесі завдав поразки афінянам на чолі із Фрасіллом, що вдерлися до Лідії. У 408 році до н. е. внаслідок інтриг цариці Парисатіди I Тіссаферна була усунуто з посади карана та сатрапа Лідії, замість якого призначено Кіра Молодшого, сина Дарія II. Разом з тим Тіссаферн зберіг за собою Карію та Лікію. Після смерті У 404 році до н. е. Дарія II Тіссаферн на деякий час відновив контроль над Лідією, а швидко поступився Кіру Молодшому. У 403 році до н. е. Тіссаферн повністю відновив свої посади, що викликало конфлікт з Кіром Молодшим, на бік якого перейшли іонійські грецькі міста.
У 401 році до н. е. Тіссаферн був одним з 4 царських військовиків, що билися проти Кіра Молодшого та його грецьких найманців у битві при Кунаксі, де останній здобув перемогу, але загинув. Як нагороду за участь у придушенні заколоту Кіра Молодшого Тіссаферн отримав у дружини дочка царя Артаксеркса II. В додаток до Лідії, Карії, Лікії, отримав сатрапії Іонію, Велику Фригію та Капподокію.
На останньому етапі Пелопоннеської війни разом зі спартанцями брав участь у війні проти афінян та їх союзників. Очолював війська під час війни зі Спартою, що почалася у 400 році до н. е. В ній йому підпорядковувався також Фарнабаз (сатрап Геллеспонтської Фригії), про що свідчить Ксенофонт. У 400 році до н. е. знову стає караном Малої Азії.
У 396 році до н. е. відправив Гермократа Родоського для підкупу союзників спартанців, щоб домогтися відступу спартанців з Малої Азії, водночас спровокував повстання мешканців острова Тасос проти Спарти.
У 395 році до н. е. біля Сард відбулася вирішальна битва зі спартанями, в якій кіннота Тіссаферна була розбита, проте ситуацію врятувала перська піхота, яка завадила спартанцям захопити Сарди. Втім сатрап вже не мав можливості активно діяти проти греків.
З цією обставиною Ксенофонт пов'язує загибель цього сатрапа. Мати царя Парисатіда I та сатрап Фарнабаз звинуватили Тіссаферна у зраді царя, тому Артаксеркс II вирішив стратити Тіссаферна. Для цього відправив Тіфравста, який з військовиком Аріеєм в Колосах підступно вбили Тіссаферна.

## Родина
Дружина — донька Артаксеркса II
3 сина і 2 доньки?